# 98 Pułk Piechoty (LWP)
98 pułk piechoty (98 pp) – oddział piechoty ludowego Wojska Polskiego.
Pułk został sformowany w 1951, w składzie 24 Dywizji Piechoty, według etatu Nr 2/130 o stanie 1233 żołnierzy i 31 pracowników cywilnych. Stacjonował w garnizonie Ostrów Mazowiecka-Komorowo. W 1952 został rozformowany.

## Skład organizacyjny
dowództwo i sztab
- 3 bataliony piechoty
- artyleria pułkowa
  - dwie baterie armat 76 mm
  - bateria moździerzy
- pułkowa szkoła podoficerska
- kompanie: saperów, łączności, gospodarcza
- pluton: obrony przeciwchemicznej